# Oryx (website)
Oryx, of Oryxspioenkop, is een Nederlandse open source intelligence (OSINT) website voor onderzoek naar oorlogsvoering en analyse van defensie gerelateerde zaken. Het wordt gerund door Stijn Mitzer en Joost Oliemans. Beiden werkten eerder voor het in Nederland gevestigde Bellingcat. Oliemans werkte ook voor Janes Information Services, een Brits militair open source intelligence bedrijf.

## Geschiedenis
Oryx werd in 2013 opgericht en focuste zich aanvankelijk op Syrië. Mitzer en Oliemans hebben ook twee boeken geschreven over het Koreaanse Volksleger. Volgens Oryx verwijst de term spionkop (Afrikaans voor "Spionageheuvel") naar een plaats vanwaar men gebeurtenissen van over de hele wereld kan waarnemen.
Het blog werd internationaal bekend door het werk tijdens de Russische invasie van Oekraïne sinds 2022, waarbij verliezen van militaire voertuigen vanaf het begin van de oorlog werd bijgehouden op basis van foto's en video's. Dit overzicht is vaak als bron gebuikt door grote internationale mediaorganisaties als Reuters, BBC News, The Guardian, De NOS, The Economist, Newsweek, CNN en CBS News. Forbes noemde Oryx "de meest betrouwbare bron over dit conflict tot nu toe", ook noemde het de diensten van Oryx "uitstekend". Omdat het blog enkel verliezen registreert die visueel bevestigd zijn redeneert Forbes dat de cijfers van Oryx een basislijn zijn voor de minimale verliezen.

Op 19 juni 2023 kondigde Oryx aan dat het blog beëindigd zou worden op 1 oktober 2023. In een statement op Twitter legde Oryx uit dat het blog "uit verveling" gemaakt was, en dat het project - dat "in onze vrije tijd" uitgevoerd werd zonder betaling - uitgegroeid was tot een "allesoverheersend project" dat niet tot vacatures had geleid en dat "mij niet meer blij maakt". In een later bericht zei Oryx dat de lijst van verliezen tijdens de Russische invasie van Oekraïne wel zou worden bijgehouden tot het einde van de oorlog door de bijdrager Jakub Janovsky en de OSINT groep WarSpotting.